# حسن نیت
حسن‌نیت در روابط انسانی به نیت و طرز فکری گفته می‌شود که صادقانه، منصفانه، خالص و بدون توجه به بازخورد دریافتی از سوی طرف مقابل باشد. حسن نیت یکی از مفاهیم مهم در حوزه اخلاق و حقوق و تجارت شناخته می‌شود.

## شناخت
حسن‌نیت در واقع یک اصطلاح اخلاقی است که فقه و حقوق آن را از اخلاق به عاریت گرفته‌اند؛ بنابراین برای روشن شدن مفهوم حقوقی آن لازم است که معنای آن را در خاستگاه خود که همان علم اخلاق است، مورد مطالعه قرار دهیم. با توجه به اینکه عالم اخلاق و دنیای وجدانیات برگرفته از فطرت پاک انسانی است و رو به راستی و تعالی فکری بشری دارد، از همان آغاز در تنظیم روابط شخصی و اجتماعی انسان‌ها، اصول و ضوابط اخلاقی نقش برجسته ای داشته‌اند و هیچ‌گاه نمی‌توان جامعه ای را فرض نمود که به صداقت و اعتقاد ارزش قائل نباشد و اضرار به غیر و تقلب را مورد حمایت قرار دهد. عناصر اخلاقی همیشه و همه جا مورد احترام قرار می‌گیرند. حسن‌نیت نیز جزو این عناصر اخلاقی است؛ چنان‌که ارسطو در خصوص اهمیت حسن‌نیت می‌گوید: «اگر حسن‌نیت کنار گذاشته شود، تمام داد و ستدهای بین اشخاص متوقف خواهد شد.»
این تأسیس ذاتاً اخلاقی همگام با تحولات جوامع انسانی و گسترش ارتباطات اجتماعی و تجاری و ظهور اختلافات پیچیده حقوقی، در جهت حل قسمتی از مسائل حقوقی به ویژه نزدیک ساختن مقررات و ضوابط خشک حقوقی به موازین عدالت و انصاف پا به عرصه حقوق نهاد. این اصل در نظام حقوقی رومی – ژرمنی دارای چنان اهمیتی است که در صورت تزاحم آن با اصول دیگر، اصل حسن‌نیت را حاکم می‌دانند.

### تعریف
حسن نیت مفهومی سهل و ممتنع است؛ بدین معنی که در بادی امر معنای آن بدیهی و واضح به نظر می‌رسد اما در ارائه یک تعریف جامع و معین از آن اختلاف نظرهای زیادی رخ داده‌است. با این وجود با جمع‌بندی تعاریف مختلف می‌توان «حسن‌نیت» را چنین تعریف کرد: «رفتاری صادقانه، عادلانه و معقول که طرفین در [رابطه] خود از یکدیگر یا حتی از اشخاص ثالث که مشمول [رابطه] بوده یا متعاقباً با آن ارتباط برقرار می‌کنند، انتظار دارند.»
در فرهنگ حقوقی بلک در تعریف حسن نیت آمده‌است: «وضعیت ذهنی غالب شخص مبنی بر ۱- صداقت در باور یا هدف ۲- ایمان به ایفای تعهدات یا تکالیف توسط طرف دیگر ۳- رعایت استاندارهای تجاری متعارف در رفتار منصفانه نسبت به یک معامله یا تجارت مشخص ۴- عدم وجود قصد فریب یا قصد اخذ امتیاز غیر متعارف از طرف مقابل.»

### مفاهیم مختلف
به‌طور کلی حسن نیت دارای دو مفهوم می‌باشد:

#### صداقت و درستی
حسن‌نیت در این مفهوم بیانگر بعد الزامی [این قاعده] است؛ بر این اساس متعاقدین باید در تمام مراحل قرارداد از انعقاد و حتی مذاکرات پیش از آن گرفته تا اجرای کامل و تفسیر و تکمیل قرارداد، صادقانه و بدون نیرنگ و حیله رفتار کنند. حسن‌نیت در این معنا قاعده ای آمره است که توافق طرفین در حذف اصل آن تأثیری ندارد.

#### تصور (باور) خلاف واقع
زمانی که شخص در رابطه با دیگری به مفهوم نخست حسن‌نیت عمل می‌نماید، دو حالت ذهنی برای او ایجاد می‌شود:
- باور به صحت عملکرد خود نسبت به دیگران
- باور به صحت عملکرد دیگران نسبت به خود

در نتیجه زمانی که خلاف واقع بودن باور فوق کشف می‌گردد، شخصی که در اشتباه بوده و باور خلاف واقع داشته‌است، مورد حمایت حقوقی قرار می‌گیرد.
در دکترین حسن‌نیت، حالت اول غالباً در حقوق کیفری و ذیل عنوان «عنصر روانی جرم» مورد بررسی قرار می‌گیرد، مع الوصف مصادیق مدنی آن نیز کم نیست، برای مثال آثار وطی به شبهه [رابطه جنسی مبتنی بر اشتباه] که در مواد ۱۱۶۴ و ۱۱۶۵ قانون مدنی ایران ذکر شده، از نمونه‌های بارز قاعده حسن‌نیت است زیرا واطی [برقرار کننده رابطه] طبق تعریف حسن‌نیت، آگاه از نقص عمل خود نبوده و اعتقاد به صحت عمل خود دارد. ماده ۱۱۶۵ قانون مدنی اشعار می‌دارد: «طفل متولد از نزدیکی به شبهه فقط ملحق به طرفی می‌شود که در اشتباه بوده و در صورتی که هر دو در اشتباه بوده‌اند، ملحق به هر دو خواهد بود.»
حالت دوم، غالباً در حقوق مدنی و تجاری مطرح می‌گردد. حسن‌نیت در این معنا قاعده ای حمایتی است که در فرض اشتباه از جانب متصرف، مشتری یا شخصی که با دارنده ظاهری حق معامله می‌کند، ظهور می‌نماید. پردازش حقوقی این چهرهٔ حسن نیت، منجر به ایجاد نظریه ای در حقوق به نام «نظریه حقوق ظاهری» گردیده‌است که به موجب آن، در صورتی که شخصی با اتکاء به ظاهر متعارف و قابل اعتماد یک موضوع، نسبت به آن اقدامی حقوقی نماید و متعاقباْ خلاف واقع بودن آن ظاهر آشکار گردد، اعتمادکننده به ظاهر شایسته حمایت حقوقی است و شخصی که آن ظاهر متعارف را ایجاد نموده، مکلف به ایفای تعهدات مربوط به آن می‌باشد.

### عناصر
محمد جعفر جعفری لنگرودی عناصر تشکیل‌دهنده حسن‌نیت را چنین می‌شمارد:
- اقدام به فعل، خواه آن فعل عمل حقوقی باشد خواه نه.
- مورد فعل مذکور مال باشد اعم از منقول یا غیرمنقول.
- اعتقاد فاعل به صحت فعل خود که به صورت تصرف در مال غیر است.[۱۴]

## مفاهیم همسو با حسن‌نیت

### نظریه حقوق ظاهری
بر اساس یک قاعده سنتی در حقوق فرانسه: «اشتباه نوعی ایجاد حق می‌کند.» اشتباه نوعی (اشتباهی که هر شخصی در آن موقعیت مرتکب می‌گردید) که از یک ظاهر فریبنده سرچشمه می‌گیرد، مورد حمایت حقوقی است؛ لذا برای حفظ منافع عمومی و نیز حمایت از حسن‌نیت اشخاص ثالث، آن دسته از اعمال حقوقی که ظاهراً به‌طور قانونی منعقد شده‌اند ولی در واقع فاقد شرایط قانونی هستند، معتبر تلقی می‌شوند. برای مثال زمانی که شخصی برای پرداخت ثمن معامله، چکی صادر و تحویل فروشنده می‌دهد اما بعداً معامله مذکور به هر دلیل منحل و از درجه اعتبار ساقط می‌گردد، در عالم واقع صادرکننده چک به دلیل انحلال قرارداد مبنای صدور چک، تعهدی به پرداخت وجه چک ندارد و در صورتی که چک همچنان در تصرف فروشنده باشد، می‌تواند آن را مسترد نماید. اما اگر فروشنده قبل از انحلال قرارداد یا حتی بعد از انحلال آن، چک را به شخص ثالث منتقل کرده باشد، هرچند دارنده با حسن‌نیت چک، دارای حق واقعی برای وصول وجه چک نیست (زیرا صادرکننده چک در عالم واقع، به دلیل انحلال قرارداد مبنای صدور چک، تعهدی به پرداخت وجه چک ندارد) اما به دلیل آنکه به ظاهر متعارف چک اعتماد کرده و آن را قبول نموده‌است، لذا دارای حق ظاهری برای وصول وجه آن شناخته می‌شود و صادرکننده بر اساس ظاهر چک (و نه بر اساس واقع) در برابر این دارنده با حسن‌نیت مکلف است مبلغ چک را پرداخت نماید و بعداُ برای استرداد مبلغ پرداختی، به فروشنده (طرف قرارداد اصلی) مراجعه نماید.
عناصر تشکیل دهنده نظریه حقوق ظاهری یا اعتماد به ظاهر عبارتند از:
۱- وجود ظاهر عرفاً قابل اعتماد: اولین رکن در نظریه حقوق ظاهری، وجود ظاهر معتبر برای سند یا قرارداد است. این سند یا قرارداد باید دارای چنان ظاهری باشد که مطابق داوری عرف، از شخص ثالث انتظار برود به آن اعتماد و اتکا ورزد؛ بنابراین سند یا قرارداد مخدوش یا فاقد نظم و ترتیب یا سند ناقص که فاقد تمامیت ظاهری است، هیچ‌یک ظاهر متعارف قابل اعتماد را ندارند و بالعکس موجب پیدایش یک سوءظن نوعی می‌گردد. (سوءظنی که هر شخص ثالث معقول و متعارفی همین سوءظن را باید نسبت به آن سند پیدا کند) اهمیت این رکن از آن جهت است که حصول اعتماد شخص ثالث، در گرو وجود این ظاهر قابل اعتماد است. در مثال ابتدایی بحث، ظاهر چک باید متعارف و قابل اعتماد باشد، بنابراین درج مطالبی از قبیل «بابت تضمین» یا «نامشخص بودن تاریخ یا مبلغ» یا غیره، موجب نامتعارف بودن و مآلاً غیرقابل اعتماد بودن سند می‌گردد و ثالثی که علیرغم وجود این ظاهر نامتعارف، به آن سند اعتماد نماید، مورد حمایت قانونی قرار نمی‌گیرد.
۲- اعتماد شخص ثالث به ظاهر: ضرورت وجودی این عنصر نیز کاملاُ مبرهن است زیرا هرگاه علیرغم ظاهر متعارف قابل اعتماد، فی الواقع و در نفس امر یا به دلایل شخصی یا به‌طور اتفاقی، حقایق امر برای ثالث آشکار شده و وی در مقام تحصیل سند، از حقیقت موضوع آگاه و هیچ اعتمادی به ظاهر سند نکرده باشد (چون با وجود اطلاع وی از حقیقت غیرمعتبر سند، دیگر نباید چنین اتکاء و اعتمادی به آن کند)، شرایط اعمال نظریه وجود نداشته و حمایتی از چنین شخص ثالثی به عمل نخواهد آمد. در مثال ابتدایی بحث، در صورتی که شخص ثالث به هر کیفیت، از انحلال قرارداد میان خریدار و فروشنده و نتیجتاً عدم استحقاق فروشنده نسبت به وجه چک مطلع باشد و با علم به آن، چک را قبول نماید، عنصر اعتماد او مخدوش و چنین دارنده‌ای نه تنها واجد حسن‌نیت تلقی نمی‌گردد، بلکه می‌تواند دارنده باسوء نیت شناخته شود و در نتیجه، خریدار در مقابل چنین شخصی، تکلیفی به پرداخت و کارسازی وجه چک ندارد.
۳- ورود ضرر به شخص ثالث در نتیجه اعتماد: هدف غایی از تأسیس نظریه «حقوق ظاهری» حمایت از اعتماد و جلوگیری از ورود ضرر به اشخاصی است که بر مبنای اعتماد و باور به صحت عملکرد غیر، رفتار نموده‌اند. این نظریه به دلیل اهمیت والایی که برای عنصر «اعتماد» در جامعه انسانی قائل است، نمی‌خواهد اشخاص در نتیجه اعتماد خود، متضرر گردند؛ بنابراین در صورتی که علیرغم وجود ظاهر متعارف و اعتماد ثالث به آن، ضرری به شخص قابل تصور نباشد، طبیعتاً حمایت از او نیز سالبه به انتفاء موضوع می‌گردد.

### رفتار منصفانه
حسن‌نیت و رفتار منصفانه همواره در کنار یکدیگر برای توصیف و تفسیر کیفیت اقدام اشخاص به کار می‌روند. به‌طور کلی انصاف نیز مانند حسن‌نیت مفهومی پیچیده و عرفی است اما در مقام تعریف، می‌توان آن را «عدالت توأم با رحمانیت» دانست.
عبارت رفتار عادلانه و منصفانه نمی‌تواند در تعیین حق و تکلیف، یک‌سویه بوده و تنها ناظر بر رفتار یک طرف باشد؛ چرا که وقتی شخصی ملزم باشد در برابر دیگري عادلانـه رفتـار کنـد، باید خصایص، رفتار و موضع شخصی که موضوع عمل هست نیز در نظر گرفت.

## مفاهیم متضاد با حسن‌نیت

### سوءنیت
متأسفانه رابطه بین حسن‌نیت با سوء نیت در نوشته‌های حقوقی به شکل درست تبیین نگردیده‌است؛ برخی رابطه میان آنها را تضاد می‌دانند [به این معنا که سوء نیت، عدم حسن نیت است و بالعکس] و برخی دیگر رابطه آنها را تناقض در نظر می‌گیرند. [به این معنا که هر رفتار برخلاف حسن‌نیت، لزوماً رفتار با سوء نیت نیست و بالعکس] به‌طور کلی سوءنیت به نیتی گفته می‌شود که غیر صادقانه، غیر منصفانه، بدخواهانه یا مزورانه و به قصد فریب یا نیرنگ طرف مقابل باشد.
سوءنیت در حقوق کیفری جایگاه ویژه‌ای دارد و ذیل یکی از ارکان سه‌گانه جرایم (عنصر معنوی) مورد بررسی قرار می‌گیرد؛ به این معنا که برای صدور حکم محکومیت کیفری، احراز سوءنیت مرتکب واجب است. از آنجا که سوءنیت، مفهومی ذهنی است که مستقیماً قابلیت اثبات و انکار ندارد؛ لذا اثبات آن به صورت غیرمستقیم و از طریق احراز ارادی و آگاهانه آن عمل صورت می‌گیرد. به عبارت دیگر، انجام ارادی (غیر اجباری و غیر اکراهی ) و آگاهانه فعل مجرمانه، دلالت بر سوءنیت شخص دارد.

### سوء استفاده از حق
یک مثال نوعی از رفتاری که متعارض با اصل حسن‌نیت است، آن چیزی است که در برخی از نظام‌های حقوقی به عنوان «سوءاستفاده از حق» شناخته می‌شود. ویژگی سوء استفاده از حق، رفتار همراه با سوءنیتی است که برای نمونه هنگامی محقق می‌شود که یک طرف، حقی را صرفاً بدین خاطر اجرا می‌کند که به طرف دیگر خسارتی را وارد کند یا حق مزبور را برای مقصودی به اجرا درمی‌آورد که اعطای حق برای آن مقصود نبوده‌است یا هنگامی که اجرای یک حق متناسب با نتیجه ای نمی‌باشد که در ابتدا برای در نظر گرفته شده‌است. بدون شک سوءاستفاده از حق یکی از فروعات مهم سوءنیت است زیرا نمی‌توان با حسن نیت، از حق سوء استفاده کرد؛ بنابراین سوء استفاده از حق با سوء نیت ملازمه منطقی یا دست کم عادی و عرفی دارد.
در حقوق ایران، اصل ۴۰ قانون اساسی اختصاص به این قاعده مهم دارد: «هیچ‌کس نمی‌تواند اعمال حق خویش را وسیله اضرار به غیر یا تجاوز به منافع عمومی قرار دهد.»
سوءاستفاده از حق به‌طور کلی به دو صورت پدیدار می‌گردد:
۱- به کار بردن بیش از حد یک امتیاز قانونی؛ یعنی فردی که دارای یک حق است، در مقام اجرای آن از قلمرو معیارهای حاکم بر استفاده مشروع از آن خارج گردد، مانند سوء استفاده از قدرت، سوء استفاده از سفیدامضاء، سوء استفاده از اعتماد و غیره.
۲- بهره‌برداری بیش از حد به دلیل برخورداری از یک یک وضعیت واقعی؛ به عبارت دیگر بهره‌برداری از یک موقعیت قدرتمند برای ضرر زدن به مصالح افرادی که آسیب‌پذیرترند، مانند بهره‌برداری از نفوذ در اکراه معنوی یا بهره‌برداری از وابستگی اقتصادی یا بهره‌برداری از موقعیت برتر حاکم و غیره.
در رویه قضایی فرانسه این قاعده را در سه حالت قبال اجرا می‌دانند؛ اگرچه با توجه به شرایط و اوضاع و احوال، در هر مورد می‌توان به یک یا چند حالت استناد کرد:
- شخص در اجرای حق مرتکب تقصیر شده باشد؛
- شخص [ در اجرای حق ] قصد اضرار یا تدلیس نسبت به شخص دیگر داشته باشد؛
- شخص حقی را علیه هدف اجتماعی آن به کار برده باشد.[۲۵]

برای مثال، «الف» محلی تجاری را از «ب» برای دایر کردن یک تجارت خرده فروشی اجاره می‌کند.مدت قرارداد اجاره پنج سال است ولی سه سال پس از انعقاد قرارداد، هنگامی که «الف» متوجه می‌شود که فعالیت تجاری در منطقه مورد نظر کساد است، تصمیم می‌گیرد که به فعالیت تجاری‌اش خاتمه دهد و به «ب» نیز اطلاع می‌دهد که دیگر علاقه‌ای به ادامه اجاره محل تجاری ندارد. نقض قرارداد از سوی «الف» [ به طور کلی به «ب» این اختیار را می‌دهد که ] یا به قرارداد خاتمه دهد و مطالبه خسارت کند یا اجرای تعهد [ اصلی ] را خواستار شود. با این وجود با در نظر گرفتن شرایط، اگر «ب» به جای خاتمه دادن به قرارداد و مطالبه خسارت از «الف» [ به میزان ] اجاره‌بهای مدتی که برای یافتن یک مستاجر جدید ضروری است، از «الف» بخواهد که اجاره بهای مدت دو سال باقیمانده از قرارداد را به وی پرداخت کند، وی مرتکب سوء استفاده از حقش خواهد شد.

### سوءاستفاده از اضطرار
معامله اضطراری در اصطلاح حقوقی به معامله‌ای گفته می‌شود که شخص به واسطه فشاری که از درون، در اثر وضع اقتصادی یا اجتماعی یا به هر علت دیگری به وی وارد می‌شود، اقدام به انعقاد قرارداد می‌نماید. به عنوان مثال، گاه ممکن است شخص به واسطه بیماری سختی که فرزندش دارد، حاضر به فروش خانه‌اش به قیمت نازلی گردد تا بتواند هزینه مداوای فرزندش را فراهم آورد. در زمان انعقاد این معامله، هرچند فروشنده قلباً رضایت به انجام معامله ندارد (زیرا در صورت عدم نیاز به نقدینگی برای درمان فرزندش، یا اساساً معامله را انجام نمی‌داد یا به آن قیمت و کیفیت انجام نمی‌داد) اما ماده ۲۰۶ قانون مدنی این قبیل معاملات را صحیح اعلام می‌دارد: «اگر کسی در نتیجه اضطرار، اقدام به معامله کند، مکرَه محسوب نشده و معامله اضطراری معتبر خواهد بود.» 
سوء‌استفاده از اضطرار غیر، اقدام مغایر باحسن‌نیت یا حتی توام با سوءنیت شخصی است که نسبت به اضطرار طرف مقابل آگاه است و با بهره‌برداری حداکثری از اضطرار او، منافع و امتیازاتی بیش از آنچه مضطر ارائه می‌کند، درخواست می‌نماید. برای مثال، در یک سفر دریایی، یک کشتی حامل کالا و تعداد زیادی مسافر دچار سانحه می‌گردد و در آستانه غرق شدن قرار می‌گیرد. ناخدای این کشتی، از کشتی دیگری که در حال عبور از منطقه است، کمک می‌طلبد. ناخدای کشتی عبوری برای انتقال کالاها و مسافران در حال غرق شدن، مبلغی گزاف را که چندین برابر قیمت عرفی چنین قرارداد حمل و نقدی است، مطالبه می‌کند و ناخدای کشتی در حال غرق شدن نیز با توجه به شرایط اضطراری، این قرارداد را می‌پذیرد و به آن تن می‌دهد.
در نظام حقوقی ایران فقط ماده ۱۷۹ از قانون دریایی به سوءاستفاده از اضطرار غیر آن هم در خصوص  عملیات امداد و نجات دریایی اشاره کرده‌است:«هر قرارداد کمک و نجات که حین خطر و تحت تاثیر آن منعقد شده و شرایط آن به تشخیص دادگاه غیرعادلانه باشد، ممکن است به تقاضای هریک از طرفین به وسیله دادگاه باطل و یا تغییر داده شود...» 

### تقلب نسبت به قانون
یکی از مجاری عملکرد سوءنیت، بحث تقلب نسبت به قانون است. در تعریف این مفهوم آمده‌است: «به کارگیری وسایل صحیح و قانونی برای رسیدن به اهداف و نتایج غیرقانونی است.»
تقلب نسبت به قانون بیشتر در حوزه «حقوق بین‌الملل خصوصی» جریان دارد و از آن کمتر در حقوق داخلی استفاده می‌شود.

### سوء نیت نسبت به خود (اقدام)‌
قاعده اقدام یکی از قواعد حقوقی است که به صورت خلاصه عبارت است از:‌ « هرگاه مالک خود اقدام به اسقاط حق احترام مال خود کند... دیگران ضامن و مسئول تلف مال او نیستند. » به عبارت ساده‌تر، هرگاه شخصی عملی ( فعل یا ترک فعل ) نماید که موجب ورود خسارت به خود  گردد، خود او مسئول شناخته می شود، نه دیگری. 
این قاعده در دو فرض مستقل قابل مطالعه و بررسی است:
- فرضی که شخص با علم به غیرقانونی بودن موضوعی، آن را انجام می‌دهد و متحمل خسارت‌ می‌گردد.
- فرضی که شخص به قصد بهره برداری از یک امتیاز، اقدامی علیه خود می‌نماید و باعث ورود خسارت به خود یا تشدی آن می‌شود.

## حسن‌نیت در زندگی روزمره
از آنجا که حسن‌نیت مفهومی اخلاقی است، لذا در بطن جامعه وجود دارد و در کلیات و جزئیات زندگی روزمره حضور دارد و آثار و نتایج و انتظارات خاصی را میان افراد برقرار می‌نماید و خرد جمعی مفهوم آن را به درستی احساس می‌نماید؛ چنان‌که در عرف عمومی نیز آمده‌است: «حسن‌نیت گویای این است که وضعیت ذهنی دلالت بر قصد صادقانه می‌کند و قصد تقلب و کلاه‌برداری وجود ندارد؛ در یک‌کلام صداقت، وفاداری و پای بندی به تعهد و وظیفه وجود دارد.» بنابراین حسن‌نیت همواره مفید این اعتقاد و باور درونی است که صادق و درستکار باشیم، به کسی ضرر نرسانیم و مترصد حیله و تقلب نباشیم و نخواهیم از مجاری غیرقانونی [و غیر منصفانه] به اهداف خود برسیم و اگر برای ما حقی وجود دارد، این حق را با رعایت سایر اصول از جمله نظم عمومی و اخلاق حسنه اعمال نماییم و از حق خویش سوءاستفاده ننماییم.
برخی از حقوقدانان مفاد تعهد اخلاقی [به رعایت حسن‌نیت] را شاخه ای از قاعده اخلاقی اصلی حاکم بر روابط انسانی می‌دانند که به نظر می‌رسد در تمام نظام‌های اخلاقی دینی و غیردینی مورد قبول واقع شده‌است، یعنی: «با دیگران چنان رفتار کن که دوست داری با تو رفتار کنند.»

## حسن‌نیت در قراردادها
در حقوق قراردادها، شرط ضمنی حسن‌نیت و رفتار منصفانه به عنوان پیش فرضی عمومی در قراردادها تلقی می‌گردد که به موجب آن طرفین یک قرارداد، برخوردی صادقانه و منصفانه و بر اساس حسن‌نیت با یکدیگر خواهند داشتند و لذا برای بهره‌مندی از حقوق قراردادی خود، به حقوق طرف مقابل تجاوز نمی‌نماید. حسن‌نیت در انواع مختلفی از قراردادها به صورت شرط ضمنی درج می‌گردد تا ایفای تعهدات و تکالیف قراردادی را تقویت نماید. به‌طور کلی اختلافات حقوقی ناشی از نقض قرارداد ممکن است زمانی رخ دهند که یکی از طرفین با انگیزه نقض قرارداد، درصد استفاده از معاذیر قراردادی باشد یا زمانی که یکی از طرفین با تکیه بر الفاظ قرارداد (بدون توجه به آنکه شرایط عمومی و درک متقابل طرفین در زمان انعقاد قرارداد چه بوده‌است) بخواهد از ایفای تعهدات قراردادی خود امتناع نماید. هنگامی که دادگاه یا مرجع حل اختلاف بخواهد قراردادی را [برای حل اختلاف] تفسیر نماید، همواره وجود شرط ضمنی حسن‌نیت و رفتار منصفانه را در هر توافق مکتوبی لحاظ می‌کند.

در ایالات متحده، مفهوم حقوقی «شرط ضمنی حسن‌نیت و رفتار منصفانه» در اواسط قرن ۱۹ میلادی مطرح شد، با این استدلال که: «به نظر می‌رسد که صرف تفسیر مصرحات قراردادی، امتیازات ناخواسته ای را به نفع یکی از طرفین برقرار می‌کند.» در سال ۱۹۳۳ و در پرونده شرکت کرک لاشل علیه شرکت پائول آرمسترانگ، دادگاه تجدیدنظر نیویورک چنین اظهارنظر نمود:
«در هر قرارداد به‌طور ضمنی شرط است که هیچ‌کدام از طرفین نمی‌تواند با انگیزه بهره‌برداری بیشتر از قرارداد، اقدام به عملی نماید که موجب تلف (از بین رفتن) یا نقص (آسیب دیدن) حقوق یا منافع قراردادی طرف مقابل گردد. به عبارت دیگر، در هر قراردادی رفتار با حسن‌نیت و رفتار منصفانه طرفین نسبت به یکدیگر شرط شده‌است.»
متعاقباً این شرط در نسخه اول دانشنامه قراردادها توسط مؤسسه حقوق آمریکایی مورد بررسی قرار گرفت. با این وجود، قبل از وضع آن در مقررات متحدالشکل تجاری در دهه ۵۰ میلادی، حقوق عرفی اکثر ایالت‌های آمریکا حسن‌نیت و رفتار منصفانه را به عنوان شروط ضمنی قراردادها شناسایی نمی‌نمودند. برخی از ایالات مانند ایالت ماساچوست، نسبت به سایر ایالت‌ها، حمایت قاطع تری از این شرط دارند.
در حقوق انگلیس رعایت حسن نیت در پاره از قراردادها که به «قراردادهای با منتهای حسن نیت» شهرت دارند، الزامی است. این قراردادها، قراردادهایی هستند که تنها یکی از طرفین قرارداد اطلاعات کامل از واقعیات مرتبط با قرارداد را در اختیار دارد و بنابراین ملزم است که تمام واقعیات اساسی و عمده را که برای او شناخته شده‌اند [و بر طرف مقابل پوشیده‌است] را به‌طور کامل افشاء نماید و قصور او در انجام این امر، قرارداد را برای طرف مقابل قابل فسخ می‌سازد. این قراردادها عبارتند از: قرارداد بیمه، قرارداد صدور سهام، قرارداد حل و فصل اختلافات خانوادگی، قرارداد ضمانت و تضمین. البته شمار کامل این قراردادها در حقوق انگلیس ثابت نیست چون توسعه و گسترش تجارت جدید ممکن است انواع جدیدی از مبادلات را مطرح نماید که در آنها موضوع اصلی قرارداد یا بخش عمده ای از آن تنها در حیطهٔ آگاهی خاص یک طرف قرار دارد و طرف دیگر مجبور است در اولین وهله، به صحت اظهاراتی که در برابر وی گفته می‌شود، اعتماد نماید.
برخی از اساتید حقوق مدنی در ایران اعتقادی به وجود اصل حسن‌نیت در حقوق ایران ندارند: «در حقوق ایران اصلی به عنوان حسن‌نیت در قرارداد پیش‌بینی نشده استُ لیکن با مطالعه موارد لزوم حسن‌نیت در حقوق بیگانه، می‌توان عرف و عادت را که ضابطه‌ای برای تعیین روابط قراردادی طرفین در حقوق ایران است، جزء در موارد استثنایی وارد در برخی از آرای قضایی، جانشین حسن‌نیت دانست… کمی دقت در موضوع روشن می‌کند که برای تعیین حقوق و تعهدات و روابط طرفین قرارداد، عرف نسبت به حسن‌نیت ضابطه‌ای نهایی و دقیق‌تر است زیرا پس از پذیرش حسن‌نیت، آنگاه که نوبت به تشخیص مصداق حسن‌نیت می‌رسد، عرف باید به عنوان داور نهایی قضاوت کند.»

### حسن‌نیت در مرحله مذاکرات مقدماتی
در مرحله مذاکرات مقدماتی هرکدام از طرفین مکلف است طرف مقابل را نسبت به کلیه اموری که ممکن است در تصمیم‌گیری او مؤثر باشد، آگاه نماید و در اجرای این تکلیف، نه تنها وظیفه دارد با صداقت و درستی به سوالات طرف مقابل پاسخ دهد، بلکه مکلف است داوطلبانه موارد مشکوک (مواردی که ممکن است در تصمیم‌گیری طرف مقابل مؤثر باشد) را به او اعلام نماید. برای مثال فروشنده باید خریدار را از کلیه عیوب موضوع معامله آگاه کند؛ حتی اگر عیوب به صورت ظاهر و آشکار باشند. در این مرحله سکوت معنادار در مقابل یک عیب، رفتاری مغایر با حسن‌نیت تفسیر می‌گردد و می‌تواند موجب مسئولیت شخص ساکت گردد. همچنین در این مرحله معیارهای حسن‌نیت گسترش می‌یابند؛ به طوری که چنانچه شخص نسبت به یک عیب، تنها بخشی از واقعیت را بیان نماید (به عبارت حقوقی، بخشی از واقعیت را به عنوان تمام واقعیت جلوه نماید) رفتار او مصداقی از رفتار مغایر باحسن‌نیت تلقی می‌گردد.
این گسترش دامنه مسئولیت حتی به درجه‌ای است که در بعضی موارد، شخص نسبت به تصورات ذهنی طرف معامله خود نیز مسئولیت پیدا می‌نماید؛ برای مثال ماده ۴۱۳ قانون مدنی ایران مقرر می‌دارد: «هرگاه یکی از متبایعین [طرفین قرارداد خرید و فروش] مالی را سابقاْ دیده و به اعتماد رویت سابق، معامله کند و بعد از رویت معلوم شود که مال مزبور اوصاف سابقه را ندارد، اختیار فسخ خواهد داشت.»
در حقوق خارجی برای اصل حسن نیت در این مرحله تعهدات مختلفی را شناسایی نموده‌اند که اهم آنها عبارتند از:
- تعهد به جدیت
- تعهد به شفافیت
- تعهد به ارائه اطلاعات
- تعهد به رازداری
- تعهد به عدم مذاکره موازی
- تعهد به همکاری و مشارکت
- تعهد به مراقبت[۳۹]

### حسن‌نیت در مرحله انعقاد قرارداد
حسن‌نیت در مرحله انعقاد قرارداد، ضمن آنکه تمام ارکان مرحله مذاکرات مقدماتی را در برمی‌گیرد، جلوه‌هایی مختص به خود را دارد. برای مثال اگر امروزه قراردادها در دو نسخه تنظیم شده و در اختیار طرفین قرار می‌گیرد، بیانگر وجود حسن‌نیت متعاقدین در انعقاد است.
در این مرحله گاهی مفهوم حسن‌نیت به‌طور سلبی مورد توجه قرار می‌گیرد و مقرراتی برای مقابله با رفتارهای متقلبانه وضع می‌گیرد.

### حسن‌نیت در مرحله اجرای قرارداد
حسن نیت در مرحله اجرای قرارداد به معنای اجرای قرارداد با درستی، راستی، امانت و خودداری از حیله، اغفال و کتمان واقعیت است که همانا جلوه‌ای از جنبهٔ تکلیفی حسن نیت (بعد الزامی) آن است. برای مثال در ماده ۲۷۹ قانون مدنی ایران آمده‌است: «اگر موضوع تعهد، عین شخصی [مال معین] نبوده و کلی باشد، متعهد مجبور نیست که از فرد اعلای آن ایفاء کند، لیکن از فردی هم که عرفاْ معیوب محسوب است، نمی‌تواند بدهد.» به موجب این ماده، شخص باید موضوع تعهد خود را در وضعیت عرفاْ سالم تسلیم کند و حتی نمی‌تواند از موضوع بی‌کیفیت تعهد خود را ایفاء نماید.
همچنین این بعد از قاعده متضمن آن است که در اجرای یک قرارداد، طرفین نباید صرفاً به مرَ قانون و ظاهر الفاظ اعلام شده در قرارداد بسنده کنند، بلکه به تمام آنچه که قصد آنها به آن تعلق گرفته و همچنین به تعهدات ناشی از عرف، انصاف و ماهیت قرارداد نیز پایبند و ملزم هستند. در همین راستا ماده ۲۲۰ قانون مدنی ایران اشعار می‌دارد: «عقود نه فقط متعاملین [معامله‌کنندگان] را به اجرای چیزی که در آن تصریح شده‌است ملزم می‌نماید، بلکه متعاملین به کلیهٔ نتایجی هم که به موجب عرف و عادت یا به موجب قانون از عقد حاصل می‌شود، ملزم می‌باشند.»

### حسن‌نیت در مرحله تفسیر قرارداد
[تفسیر] حقوق و تعهدات قراردادی بر مبنای حسن‌نیت به خصوص زمانی اهمیت پیدا می‌کند که یکی از طرفین طبق مفاد قرارداد، دارای اختیاراتی از قبیل فسخ قرارداد، تأیید کارکردها و صورت‌وضعیت‌های طرف دیگر و مذاکره برای تعدیل قرارداد است. در این موارد، دارندهٔ حق نمی‌تواند بدون دلیل از تأیید صورت‌وضعیت‌ها خودداری کند یا از انجام مذاکره امتناع نماید یا در مواردی حق فسخ خود را اعمال نماید که به طرف دیگر آسیب جدی بزند، بدون آنکه از گذر آن نفع قابل توجهی نصیب وی شود. دادگاه باید این حقوق و اختیارات را به نحوی تفسیر کند که با حسن‌نیت در تعارض قرار نگیرد؛ بنابراین هرگاه در قرارداد اختیارات کلی وجود داشته باشد، مثل اختیار تعیین خسارت یا پایان دادن به قرارداد، این اختیارات کلی باید در پرتوی حسن‌نیت تفسیر شود.

### حسن‌نیت در مرحله انحلال قرارداد
حسن‌نیت در مرحله انحلال قرارداد به معنای تکلیف به رعایت حسن‌نیت پس از انحلال قرارداد می‌باشد و مفهوماْ شامل مواردی نمی‌شود که عدم رعایت حسن‌نیت، برای طرف مقابل حق عدم پایبندی به قرارداد و انحلال را ایجاد می‌کند.
مطابق قواعد عمومی انحلال قراردادها، در صورتی که قراردادی میان طرفین منحل گردد، هرکدام از طرفین مکلف است همان چیزی را که بر اساس قرارداد دریافت نموده‌است، به طرف مقابل مسترد نماید و این تعهد را باید با حسن‌نیت انجام دهد؛ بنابراین در صورتی که قبل از انحلال قرارداد، یکی از طرفین به هر طریق، عین مال را از دسترس خارج نماید، اقدام او برخلاف حسن‌نیت تلقی می‌گردد.

## حسن‌نیت در تجارت
در قراردادهایی که بین طرفین رابطه تجاری طولاتی مدت ایجاد می‌کند و بر اعتماد و امانت استوار است، مثل قراردادهای نمایندگی، توزیع، فرانشیز، مشارکت‌ها، سرمایه‌گذاری مشترک و همکاری‌های اقتصادی و فنی، فرض تعهد به حسن‌نیت از مبنای محکم تری برخوردار است.

## حسن‌نیت در ویکی‌پدیا
اکثر ویکی‌های عمومی به‌طور صریح یا ضمنی متکی بر این فرض هستند که کاربرانشان بر اساس حسن‌نیت عمل می‌کنند. قاعده حسن‌نیت در ویکی‌پدیا (فرض حسن نیت - به اختصار «فحن») نیز به عنوان یکی از راهبردهای اصلی آن در سال ۲۰۰۵ تعیین گردید. از این راهبرد به عنوان «اولین اصل معاشرت در ویکی‌پدیا» یاد شده‌است.
به موجب این قاعده، اصل بر آن است که ویرایش‌ها و نظرهای کابران با حسن نیت همراه است، مگر آنکه خلاف آن (خرابکاری یا غیره) احراز گردد. در تبیین دقیق استفاده از این قاعده در ویکی‌پدیا آمده‌است: «طبق این اصل، فرض بر آن است که ویرایش‌ها و نظرهای کابران با حسن نیت همراه است. بیشتر افراد سعی می‌کنند به پروژه کمک کنند، نه اینکه به آن آسیب برسانند. اگر این گزاره نادرست می‌بود، پروژه‌ای چون ویکی‌پدیا از همان اول محکوم به شکست بود. این رهنمود ویرایشگران را ملزم نمی‌دارد که با وجود مدرک واضح بر سوء نیت (مثلاً خرابکاری)، همچنان فرض را بر حسن نیت بگذارند. فرض حسن نیت مانع از بروز بحث و انتقاد نیست. بلکه، ویرایشگران نباید اقدامات مورد انتقاد را بدون مدرک به خباثت و غرض‌ورزی نسبت دهند.»